# Лорд-смотритель Пяти портов
Лорд-смотритель Пяти портов (англ. Wardens of the Cinque Ports) — одна из церемониальных должностей в Великобритании (до 1707 года — в королевстве Англия), известная с середины XII века (а по некоторым сведениям и с XI века). До XIII века должность называлась «Хранитель побережья». В большинстве случаев лорды-смотрители также получали должность констебля Дувра. С XVII века значение должности постепенно угасло и в настоящее время она представляет собой почётный титул, который присваивался за выдающиеся заслуги перед государством.

## История

Флаг лорда-смотрителя Пяти портов

Некоторые историки предполагают, что союз Пяти портов восходит к цепи прибрежных укреплений, созданных, возможно, по приказу императора Константина I в начале IV века. Они были предназначены для защиты побережья римской Британии от всё возрастающей угрозы набега варварских племён, в первую очередь пиктов, франков и саксов. Эти форты, располагавшиеся вдоль побережья от Гэмпшира до Норфолка, находились под командованием комита Саксонского берега (лат. Comes Littoris Saxonici).
В XI веке англо-саксонские короли чтобы не использовать для путешествий наёмные корабли предложили основным прибрежным городам Саффолка и Кента ряд привилегий в обмен на обеспечения их кораблями и моряками, однако каких-то подробностей данной организации до нормандского завоевания Англии были безуспешны. Самая ранняя известная хартия Пяти портов была предоставлена королём Генрихом III в 1260 году, однако есть достаточно много свидетельств того, что Пять портов существовали и до этой даты. Известно, что король Генрих II Плантагенет предоставил как минимум трём «основным портам» аналогичные хартии, датированные 1155—1156 годами, вероятно, чтобы закрепить за собой корабли, которые ему понадобились для визита в Нормандию и для предполагаемого завоевания Ирландии. Из данных хартий и ряда других документов, включая казначейские свитки и созданную в 1086 году «Книгу Страшного суда», следует, что уже в XI веке существовали Пять портов, пользовавшимися рядом привилегий в обмен на услуги короне. Однако нет доказательств существования формального союза до 1150 года, а его организационная структура сформировалась к XII веку.
Первоначально союз объединял 5 портов: Дувр, Гастингс, Ромни, Хайт и Сэндвич. Позже в него было включено несколько других портов, в первую очередь Рай и Уинчелси. Данный союз в обмен на различные финансовые и судебные привилегии предоставлял королю корабли для флота. Для контроля и управления за портовыми моряками королём назначался специальный чиновник. До XIII века его должность называлась «Хранитель побережья», а позже — «лорд-смотритель Пяти портов». Лорд-смотритель часто получал также должность констебля Дувра — самого важного из портов. До 1268 года назначения на эти должности происходили отдельно, даже если их занимал один человек. В случае же назначения разных людей лорд-смотритель разделял функции с констеблем Дувра. После 1268 года обе должности стал занимать только один человек.
С середины XIV века назначение на должность лорда-смотрителя Пяти портов стало как правило пожизненным, однако она никогда не переходила по наследству.
До XVII века должность лорда-смотрителя оставалась важной как с военной, так и с административной точки зрения, поскольку её владелец осуществлял на подотчётной ему территории также функции шерифа. Однако постепенно её важность утратилась, а сама должность стала почётным титулом, который присваивался за выдающиеся заслуги перед государством.

## Лорды-смотрители Пяти портов и констебли Дувра
Констебли Дувра (1045—1267)
Основным источником занимавшим эту должность является список на официальном сайте Пяти портов.
- 1045—1053: Годвин (около 1001 — 15 апреля 1053), эрл Уэссекса с 1019.
- 1053—1066: Гарольд Годвинсон (около 1022 — 14 октября 1066), эрл Уэссекса с 1053, король Англии с 1066, сын предыдущего.
- 1066: Бертрам Эшбернхэм.
- 1066: Уильям Певерел[англ.] (около 1040 — около 1115), барон Певерел, шериф Ноттингемшира, Дербишира и королевских лесов[англ.].
- 1066—1084: Одо де Байё (около 1036—1097), епископ Байё с 1049, граф Кент в 1067—1082, 1087—1088.
- 1084—1085: Джон де Файнс.
- 1085—1111: Жак де Файнс, сын предыдущего.
- 1111—1138: Джон де Файнс, сын предыдущего.
- 1138: Уолкелин де Мамино.
- 1138—1153: Эсташ де Блуа (около 1130 — 17 августа 1153), граф Булонский с 1151, сын короля Стефана Блуаского.
- 1153—1154: Уолкелин де Мамино.
- 1154—1169: Роберт Фиц—Бернар.
- 1169—1187: Хьюго де Мара.
- 1187—1190: Ален де Вален (де Валонь).
- 1190—1195: Мэтью де Клер.
- 1195—1201: Уильям де Ротем[англ.] (умер около 1217), хранитель Побережья, шериф Девона и Корнуолла в 1198—1199
- 1201—1202: Томас Бассет (умер около 1220), констебль Дувра в 1201—1202, барон Хедингтона с 1202, шериф Оксфордшира в 1202—1214.
- 1202—1203: Хьюберт де Бург (около 1160 — 12 мая 1243), главный юстициарий Англии в 1215—1232, смотритель Пяти портов в 1202—1203, 1215—1220, 1-й граф Кент в 1227—1232.
- 1203—1204: Уильям де Хантингфилд[англ.] (умер около 1225), шериф Норфолка и Саффолка в 1211—1212.
- 1204—1207: Уильям Длинный Меч (1176 — 26 марта 1226), 3-й граф Солсбери с 1196.
- 1207—1213: Джеффри Фиц-Петер (около 1162 — 2 октября 1213), 1-й граф Эссекс, главный юстициарий Англии в 1198—1213.
- 1213—1215: Уильям Брюэр[англ.] (умер в 1226), юстициарий Англии в 1189—1193, барон казначейства в 1193—1217.
- 1215—1220: Хьюберт де Бург (вторично).
- 1220: Генри де Брейбрук[англ.] (умер в 1234), шериф Нортгемптоншира и Ратленда в 1211—1215, шериф Бедфордшира и Бакингемшира в 1211—1214.
- 1221—1223: Роберт де Нересфорд (Херефорд).
- 1223: Хью де Виндзор.
- 1223—1224: Стефан Лэнгтон (около 1150 — 9 июля 1228), архиепископ Кентерберийский с 1207.
- 1224—1225: Джефри де Люси, барон Ньюингтон.
- 1225: Хьюберт де Хуз (Хасси).
- 1225—1226: Джефри де Сарленд.
- 1226—1227: Уильям д’Авранш, барон Фолкенстон.
- 1227: Бертрам де Криоль[англ.] (умер в 1256), барон Олбери.
- 1227—1232: Хьюберт де Бург (третий раз).
- 1232: Хьюберт де Хуз, барон Гастингс.
- 1232—1235: Стефан де Сегрейв (до 1182 — 9 ноября 1241), главный юстициарий Англии в 1232—1234.
- 1235: Хамфри де Богун (около 1208 — 24 сентября 1275), 2-й граф Херефорд и лорд Верховный констебль Англии с 1220, 1-й граф Эссекс с 1239.
- 1236: Бертрам де Криоль[англ.] (вторично).
- 1236—1241: Генри де Хуз (Хасси), барон Гастингс.
- 1241—1242: Пьер Савойский (1203 — 15 мая 1268), граф Ричмонд с 1241, граф Савойи (Пьер II) с 1263.
- 1242—1255: Бертрам де Криоль[англ.] (третий раз).
- 1256—1258: Реджинальд де Кобем (около 1295 — 5 октября 1361), 1-й барон Кобем из Стерборо с 1347.
- 1258: Роджер Нортвуд[англ.] (около 1230 — 9 ноября 1286).
- 1258: Николас де Моэльс[англ.] (около 1195—1268/1269).
- 1258—1259: Ричард де Грей из Коднора[англ.] (умер около 1271).
- 1259—1261: Хью Биго (умер в 1266), главный юстициарий Англии в 1258—1260.
- 1261—1262: Роберт Валеран[англ.] (умер в 1273).
- 1262: Уолтер де Баргстед[англ.] (умер после 1266).
- 1263: Ричард де Грей из Коднора[англ.] (вторично).
- 1263: Эдмунд Горбатый (16 января 1245 — 5 июня 1296), 1-й граф Лестер с 1265, 1-й граф Ланкастер с 1267, сын короля Генриха III.
- 1263: Генри де Сэндвич[англ.] (умер 15 сентября 1273), епископ Лондона с 1262.
- 1263: Джон де Хайя.
- 1263: Ричард де Грей из Коднора[англ.] (третий раз).
- 1263—1264: Роджер де Лейборн[англ.] (1215—1271).
- 1264—1265: Генри де Монфор (ноябрь 1238 — 4 августа 1265).
- 1265: Мэтью де Гастингс.
- 1265: Роджер де Лейборн[англ.] (вторично).
- 1265—1266: Эдмунд Горбатый (вторично).
- 1266—1267: Мэтью де Безиль.

Хранители побережья (1066—1268)
Основным источником занимавшим эту должность является список на официальном сайте Пяти портов.
- 1066—1084: Одо де Байё (около 1036—1097), епископ Байё с 1049, граф Кент в 1067—1082, 1087—1088.
- 1150—1154: Генри де Эссекс (умер около 1170), барон Рейли.
- 1154—1189: Генри де Сэндвич[англ.].
- 1154—1189: Симон де Сэндвич.
- 1154—1189: Ален де Фиенн.
- 1189—1199: Джеймс де Фиенн.
- 1189—1199: Мэтью де Клер.
- 1189—1199: Уолтер Девере.
- 1289—1197: Уильям де Лоншан (умер в 1197), епископ Или с 1189, главный юстициарий Англии в 1189—1191, канцлер Англии с 1189.
- 1189—1199: Уильям де Ротем[англ.] (умер около 1217), хранитель Побережья, шериф Девона и Корнуолла в 1198—1199.
- 1199—1216: Томас Бассет (умер около 1220), констебль Дувра в 1201—1202, барон Хедингтона с 1202, шериф Оксфордшира в 1202—1214.
- 1199—1216: Уильям де Хантингфилд[англ.] (умер около 1225), шериф Норфолка и Саффолка в 1211—1212.
- 1199—1216: Джеффри Фиц-Петер (около 1162 — 2 октября 1213), 1-й граф Эссекс, главный юстициарий Англии в 1198—1213.
- 1204—1206, 1214: Уильям де Варенн (1166 — 27 мая 1240), 5-й граф Суррей с 1202.
- 1215—1220: Хьюберт де Бург (около 1160 — 12 мая 1243), главный юстициарий Англии в 1215—1232, смотритель Пяти портов в 1202—1203, 1215—1220, 1-й граф Кент в 1227—1232.
- 1224: Джефри де Люси, барон Ньюингтон.
- 1226—1227: Уильям д’Авранш, барон Фолкенстон.
- 1228: Роберт де Обервиль[англ.] (умер около 1230).
- 1232—1234: Пьер де Риво[англ.] (умер в 1262), казначей Англии в 1233—1234, барон казначейства с 1255
- 1234—1235: Стефан де Сегрейв (до 1182 — 9 ноября 1241), главный юстициарий Англии в 1232—1234.
- 1235: Валеран Тевтоник[англ.].
- 1235: Амо де Кревкер[англ.] (умер в 1263).
- 1236—1255: Бертрам де Криоль[англ.] (с перерывами).
- 1241: Хамфри де Богун (около 1208 — 24 сентября 1275), 2-й граф Херефорд и лорд Верховный констебль Англии с 1220, 1-й граф Эссекс с 1239.
- 1241: Пьер Савойский (1203 — 15 мая 1268), граф Ричмонд с 1241, граф Савойи (Пьер II) с 1263.
- 1255—1258: Реджинальд де Кобэм (около 1295 — 5 октября 1361), 1-й барон Кобэм из Стерборо с 1347.
- 1258: Роджер Нортвуд[англ.] (около 1230 — 9 ноября 1286).
- 1258: Николас де Моэльс[англ.] (около 1195—1268/1269).
- 1258: Ричард де Грей из Коднора[англ.] (умер около 1271).
- 1259—1260: Хью Биго (умер в 1266), главный юстициарий Англии в 1258—1260.
- 1260—1263: Николас де Криоль[англ.] (умер около февраля 1272).
- 1261: Роберт Валеран[англ.] (умер в 1273).
- 1263: Уолтер де Баргстед[англ.] (умер после 1266).
- 1263: принц Эдмунд Горбатый (16 января 1245 — 5 июня 1296), 1-й граф Лестер с 1265, 1-й граф Ланкастер с 1267, сын короля Генриха III.
- 1263: Генри де Сэндвич[англ.] (умер 15 сентября 1273), епископ Лондона с 1262.
- 1263—1264: Роджер де Лейборн[англ.] (1215—1271).
- 1264: Хамфри де Богун (вторично)
- 1264—1265: Генри де Монфор (ноябрь 1238 — 4 августа 1265).
- 1265: Мэтью де Гастингс.
- 1265: Роджер де Лейборн[англ.] (вторично).
- 1265: принц Эдуард (17 июня 1239 — 7 июля 1307), король Англии (Эдуард I) с 1272.
- 1266: Мэтью де Безиль.

Лорды-смотрители Пяти портов и констебли Дувра (с 1268)
С 1268 года должности Лорда-смотрителя Пяти портов и констебля Дувра всегда совмещались.